# Craspediopsis pallivittatus
Craspediopsis pallivittatus là một loài bướm đêm trong họ Geometridae.